# فرد اچ. براون
فرد اچ. براو (انگلیسی: Fred H. Brown؛ ۱۲ آوریل ۱۸۷۹ – ۳ فوریهٔ ۱۹۵۵) یک بازیکن بیس‌بال و سیاستمدار اهل ایالات متحده آمریکا بود.
فرد اچ. براون سناتور سابق عضو حزب دموکرات ایالات متحده آمریکا بود. وی در سال ۱۹۳۳ تا ۱۹۳۹ میلادی سناتور ایالت نیوهمپشایر در سنای ایالات متحده آمریکا بود.